# 室町時代物語大成
『室町時代物語大成』（むろまちじだいものがたりたいせい）は、1983年から1988年にかけて角川書店より刊行された、室町時代物語（御伽草子）を収集した全集である。横山重・松本隆信共編。全15巻（本篇13巻＋補遺2巻）。同一作品の異本を含めて480本・約300種の物語を収録している。第11回（1989年）角川源義賞受賞。

## 収録作品一覧
以下の一覧は各巻収録順に並べた（なお各巻の目次では全集全体を通した連番が振られている）。表記は概ね目次に従ったが、本文から情報を補った項目もある（出典情報、仮題か否か、など）。

### 第1巻（あ-あみ）
1. あゐそめ川（寛文頃江戸版）
2. 青葉の笛（赤木文庫蔵写本）
3. 青葉のふえ（寛文七年刊本）
4. 赤城御本池（天保二年写本）
5. あかしの三郎（天保二十三年写本）
6. あかし（寛永頃絵入刊本）
7. 赤松五郎物語（大永六年写本）
8. 秋月物語（高山歓喜寺蔵写本）
9. 秋夜長物語（永和三年写本）
10. 秋夜長物語（幸節静彦氏蔵古絵巻）
11. 秋夜長物語（文禄五年写本）
12. 秋夜長物語（天保九年写本）
13. 秋夜長物語（永青文庫蔵絵巻）
14. 秋夜長物語（片カナ古活字版）
15. 秋夜長物語（平がな古活字版）
16. あきみち（国会図書館蔵奈良絵本）
17. 阿漕の草子（神宮文庫蔵写本）
18. 朝皃のつゆ（赤木文庫蔵絵入古写本）
19. あしひき（逸翁美術館蔵古絵巻）
20. あしやのさうし（天理図書館蔵写本）
21. 愛宕地蔵物語（慶応義塾図書館古写本）
22. 愛宕地蔵之物語（承応二年刊本）
23. 熱田の神秘（慶応義塾図書館蔵古写本）
24. あま物語（天理図書館蔵奈良絵本）
25. 雨やどり（岩瀬文庫蔵奈良絵本）
26. あみだの本地物語（天文二十一年写本）
27. あみたの本地（学習院大学蔵写本）

### 第2巻（あめ-うり）
1. 天稚彦草子（上巻 東京博物館蔵模本、下巻 独逸博物館蔵原本）
2. 雨若みこ（赤木文庫蔵寛永写本）
3. あやめのまへ（東洋大学蔵絵巻）
4. 蟻通明神のえんぎ（下店静市氏蔵奈良絵本）
5. 鴉鷺記（尊経閣文庫蔵文禄三年写本）
6. 鴉鷺物語（寛永古活字版）
7. 伊香物語（天理図書館蔵写本）
8. いけにえ物語（天理図書館蔵写本）
9. いさよひ（守屋孝蔵氏蔵奈良絵本）
10. 石山物語（明暦四年刊本）
11. いそざき（赤木文庫蔵奈良絵本）
12. 一尼公さうし（赤木文庫旧蔵奈良絵本）
13. 厳島の本地（慶応義塾図書館蔵写本）
14. 伊豆国奥野翁物語（天理図書館蔵天正15年写本）
15. いづはこねの本地（慶応義塾図書館蔵刊本）
16. いづみしきぶ（吉田小五郎氏蔵丹緑本）
17. 和泉式部（戸川浜男氏旧蔵巻子本）
18. 伊吹山酒典童子（赤木文庫旧蔵奈良絵本）
19. 伊吹山酒顛童子（岩瀬文庫蔵絵巻）
20. 伊吹山しゅてん童子（大東急記念文庫蔵土佐絵本）
21. 岩竹（岩瀬文庫蔵奈良絵本）
22. いわや物語（天理図書館蔵慶長十三年写本）
23. 岩屋の物語（天理図書館蔵奈良絵本）
24. 魚太平記（寛文頃刊本）
25. 有善女物語（慶応義塾大学斯道文庫蔵写本）
26. うそひめ（静嘉堂文庫蔵絵入写本）
27. うた丶ねの草子（神宮文庫蔵写本）
28. うばかは（観音胆仰会旧蔵奈良絵本）
29. 梅津長者（岩瀬文庫蔵絵巻模本）
30. 梅津乃長者（梅若六郎氏蔵絵巻）
31. 梅津の長者（清水泰氏旧蔵奈良絵本）
32. 浦風（赤木文庫旧蔵奈良絵本）
33. うらしま（日本民芸協会蔵古絵巻）
34. うらしま（日本民芸協会蔵室町末絵巻）
35. うらしま（赤木文庫蔵奈良絵巻）
36. 瓜子姫物語（大友奎堂氏蔵絵巻）

### 第3巻（えし-きさ）
1. 恵心先徳夢想之記（康正三年写本）
2. 恵心僧都絵巻（国会図書館蔵絵巻）
3. 恵心僧都（慶応義塾図書館蔵古写本）
4. 恵心僧都物語（寛文四年刊本）
5. ゑびす大こくかっせん（万治頃刊本）
6. ゑんがく（岩瀬文庫蔵奈良絵本）
7. 役の行者（中野荘次氏蔵奈良絵巻）
8. ゑんま物語（明暦四年刊本）
9. 大江山酒天童子（逸翁美術館蔵古絵巻）
10. 大江山しゅてん童子（慶応義塾図書館蔵絵巻）
11. 大江山酒典童子（麻生太賀吉氏蔵絵入古写本）
12. 扇ながし（延宝七年刊本）
13. 大橋の中将（笹野堅氏旧蔵奈良絵本）
14. おちくぼ（穂久邇文庫蔵奈良絵巻）
15. おちくぼのさうし（万治二年刊本）
16. 御茶物かたり（寛永七年刊古活字本）
17. 音なし草子（赤木文庫蔵絵巻）
18. 大原御幸（藤井隆氏蔵奈良絵本）
19. おもかげ物語（万治三年刊本）
20. おようのあま（東大図書館蔵奈良絵本）
21. 御曹司島わたり（赤木文庫蔵絵巻）
22. 戒言（永禄元年写本）
23. 蛙の草紙（根津美術館蔵絵巻）
24. 鏡男絵巻（国会図書館蔵絵巻）
25. かざしの姫（慶応義塾図書館蔵奈良絵本）
26. 花情物語（高山歓喜寺蔵写本）
27. 花鳥風月（文禄四年奈良絵本）
28. 花鳥風月（慶長元和頃古活字十行本）
29. 花鳥風月の物かたり（史料編纂所蔵影写本）
30. かなわ（藤井隆氏蔵奈良絵本）
31. 神代小町（長瀬八幡宮蔵絵巻）
32. 賀茂本地（承応頃刊本）
33. 唐糸草子（慶長元和頃古活字十行本）
34. 唐崎物語（穂久邇文庫蔵写本）
35. 雁の草子（慶長七年絵巻）
36. 観音本地（慶応義塾図書館蔵奈良絵本）
37. 勧学院物語（寛文九年刊本）
38. 祇王（元和寛永頃古活字本）
39. 祇園牛頭天王御縁起（文明十四年写巻子本）
40. 祇園牛頭天王縁起（長享二年写本）
41. 祇園御本地（承応明暦頃刊本）
42. 衣更着物語（貞享五年刊本）

### 第4巻（きそ-こお）
1. 木曽よし高物語（北海道大学図書館蔵慶長九年写本）
2. 狐の草紙（大東急記念文庫蔵絵巻）
3. 貴船の物語（慶応義塾図書館蔵古写本）
4. 貴船の本地（承応明暦頃刊丹緑本）
5. きまん国物語（慶応義塾図書館蔵享禄二年写本）
6. 京太郎物語（大阪府立図書館蔵影写本）
7. きりきりすの物かたり（赤木文庫蔵古写巻子本）
8. くちきざくら（天理図書館蔵写本）
9. 愚痴中将（天理図書館蔵写本）
10. 熊野の本地（杭全神社蔵室町末絵巻）
11. 熊野御本地（天理図書館蔵元和八年絵巻）
12. くまの丶本地（赤木文庫蔵寛永頃刊本）
13. 熊野の本地（井田等氏蔵絵巻）
14. 車僧絵巻（京大図書館蔵奈良絵巻）
15. くるま僧（御巫清男氏旧蔵写本）
16. 鶏鼠物語（赤木文庫旧蔵奈良絵本）
17. 獣太平記（寛文頃刊本）
18. 月林草（赤木文庫旧蔵写本）
19. 源海上人伝記（赤木文庫蔵古写本）
20. 賢学草子（根津美術館蔵古絵巻）
21. 源氏供養草子（赤木文庫蔵古写巻子本）
22. 源氏供養物語（赤木文庫蔵絵巻）
23. 還城楽物語（藤井隆氏蔵写本）
24. 幻夢物語（内閣文庫蔵寛文八年写本）
25. 小敦盛絵巻（赤木文庫蔵室町末絵巻）
26. 恋塚物語（明暦頃刊本）
27. 庚申之縁起（慶応義塾図書館蔵天文九年写本）
28. かうしん之本地（天理図書館蔵慶長十二年写本）
29. 庚申縁起（赤木文庫旧蔵寛文十一年写巻子本）
30. 庚申之御本地（承応頃刊本）
31. 強盗鬼神（寛永頃刊丹緑本）
32. 高野物語（宮内庁書陵部蔵写本）
33. ごゑつ（光慶図書館旧蔵奈良絵本）
34. こをとこのさうし（高安六郎氏旧蔵古奈良絵本）
35. 小男の草子（赤木文庫蔵室町末絵巻）
36. 小男の草子（天理図書館蔵慶長十二年絵巻）

### 第5巻（こお-さく）
1. こほろぎ物語（内閣文庫蔵写本）
2. 小式部（天理図書館蔵写本）
3. 胡蝶物語（慶応義塾蔵写本）
4. 小伏見物語（赤木文庫蔵奈良絵本）
5. 小町歌あらそひ（万治三年刊本）
6. 小町双紙（東京大学蔵天文十四年写本）
7. 小町のさうし（寛永頃刊丹緑本）
8. 小町物がたり（元禄宝永頃鱗形屋刊本）
9. 子やす物語（赤木文庫蔵写本）
10. 子易物語（寛文元年刊本）
11. 木幡狐（徳江元正氏蔵奈良絵本）
12. 金剛女の草子（慶大斯道文庫蔵写本）
13. 西行物語（神宮文庫蔵永正六年写本）
14. 西行物語（正保三年刊本）
15. 西行の物かたり（歓喜寺蔵写本）
16. 小枝の笛物語（赤木文庫蔵写本）
17. さがみ川（天理図書館蔵寛永六年写本）
18. 嵯峨物語（内閣文庫蔵写本）
19. さくらゐ物語（絵入写本複製本）
20. 桜梅草子（白描絵巻複製本）
21. 桜の中将物語（国会図書館蔵写本）
22. さくらの中将（寛文十年刊本）

### 第6巻（さけ-しみ）
1. 酒の泉（宮本長則氏蔵絵巻）
2. さごろもの大将（慶応義塾図書館蔵室町末期写本）
3. 狭衣の中将（慶応義塾図書館蔵慶長二年写本）
4. さごろも（赤木文庫蔵寛永頃刊丹緑本）
5. ささやき竹物語（西尾市立図書館岩瀬文庫蔵絵巻）
6. ささやき竹（赤木文庫旧蔵絵巻）
7. さざれ石（穂久邇文庫蔵絵巻）
8. さよごろも付ゑんや物語（寛文九年刊本）
9. さよひめのさうし（赤木文庫蔵古写本）
10. さるげんじ（赤木文庫蔵寛永正保頃丹緑本）
11. 山海相生物語（赤木文庫蔵絵巻）
12. 三人法師（赤木文庫蔵寛永頃丹緑本）
13. 塩竈宮の御本地（慶大斯道文庫蔵写本）
14. 志賀物語（東京大学国文学研究室蔵奈良絵本）
15. しぐれ（大東急記念文庫蔵永正十七年写本）
16. しぐれ（赤木文庫蔵正保慶安頃刊本）
17. しぐれ（東洋文庫蔵奈良絵本）
18. 四十二の物あらそひ（赤木文庫蔵古写本）
19. 四十二の物あらそひ（古活字版丹緑本）
20. 四生の歌合（古活字版丹緑本）
21. じぞり弁慶（西尾市立図書館岩瀬文庫蔵奈良絵本）
22. しのばずが池物語（寛文八年刊本）
23. しのびね物語（神宮文庫蔵写本）
24. しみづ吉高（慶応義塾図書館蔵写本）

### 第7巻（しみ-すす）
1. しみづ物語（国会図書館蔵寛永十四年写本）
2. しみづ物語（神宮文庫蔵刊本）
3. 釈迦の本地（戸川浜男氏旧蔵写本）
4. 釈迦の本地（寛永二十年刊本）
5. 十二人ひめ（寛文十年刊本）
6. 十二類絵巻（堂本家蔵古絵巻）
7. 十人（天理図書館蔵写本）
8. 秀祐之物語（慶応義塾図書館蔵大永6年写本）
9. 酒茶論（赤木文庫蔵室町末期写本）
10. 酒茶論（赤木文庫蔵寛永頃刊本）
11. 十本あふぎ（穂久邇文庫蔵奈良絵本）
12. 酒飯論（国会図書館蔵絵巻）
13. 酒餅論（赤木文庫蔵刊本）
14. 精進魚類物語（寛永正保頃刊本）
15. 精進魚類物語（神宮文庫蔵写本）
16. 浄瑠璃物語（赤木文庫蔵室町末期絵巻）
17. 浄瑠璃御前物語（赤木文庫蔵慶長頃写本）
18. 浄瑠璃十二段草子（北海道大学蔵写本）
19. 諸虫太平記（赤木文庫蔵刊本）
20. 神道由来の事（慶応義塾図書館蔵室町後期写本）
21. 申陽侯絵巻（永青文庫蔵絵巻）
22. すゑひろ物語（赤木文庫旧蔵江戸前期絵巻）
23. 鈴鹿の草子（慶応義塾図書館蔵室町後期写本）
24. 鈴鹿の物語（天理図書館蔵写本）
25. 雀さうし（早稲田大学図書館蔵写本）
26. 雀の発心（日本民芸館蔵古絵巻）
27. 雀の発心（赤木文庫蔵古絵巻）
28. 雀の発心（慶応義塾図書館蔵室町末期絵巻）
29. 雀の夕がほ（広島大学蔵奈良絵本）
30. 硯わり（加藤隆文氏蔵奈良絵本）
31. 硯破（内閣文庫蔵写本）
32. 硯わり（広島大学蔵奈良絵本）

### 第8巻（すみ-たま）
1. 墨染桜（承応2年刊本）
2. 住吉縁起（慶応義塾図書館蔵写本）
3. 住吉物語（赤木文庫蔵古活字本）
4. 諏訪の本地（仮題）（江戸初期写本）
5. すはの本地（赤木文庫蔵江戸初期絵入写本）
6. 諏訪草紙（慶大斯道文庫蔵弘化四年写本）
7. 是害房絵（曼殊院蔵室町初期絵巻）
8. 善界坊絵詞（仮題）（慶応義塾図書館蔵寛文十一年模写絵巻）
9. 浅間御本地御由来記（赤木文庫蔵安永二年写本）
10. 善光寺如来本懐（慶応義塾図書館蔵応永九年写本）
11. 善光寺如来本地（慶応義塾図書館蔵寛文六年写本）
12. 善光寺本地（赤木文庫蔵万治二年刊本）
13. 千じゆ女（慶応義塾図書館蔵室町末期写本）
14. 千手御前物語（仮題）（奈良絵本）
15. 千手女物語（仮題）（慶応義塾図書館蔵江戸初期写本）
16. 大悦物語（赤木文庫蔵絵巻）
17. 大仏供養物語（天理図書館蔵享禄四年写本）
18. 大仏供養（赤木文庫蔵江戸初期絵入写本）
19. 大仏の御縁起（慶応義塾図書館蔵室町末期写本）
20. 大仏之縁起（慶応義塾図書館蔵天和元年写本）
21. 宝くらべ（慶応義塾図書館蔵奈良絵本）
22. 滝口物語（高山市歓喜寺蔵江戸初期写本）
23. 七夕の本地（赤木文庫蔵江戸初期絵巻）
24. 七夕物語（静嘉堂文庫蔵絵入写本）
25. たなばたの本地（慶応義塾図書館蔵寛永7年写本）
26. 玉井の物語（赤木文庫蔵絵巻）
27. 玉たすき（慶応義塾図書館蔵奈良絵本）
28. 玉水物語（京都大学図書館蔵写本）
29. たまむしのさうし（細川家坦堂文庫蔵天正十年写本）
30. 玉虫の物がたり（赤木文庫蔵室町後期巻子本）
31. 玉虫の草子（仮題）（赤木文庫蔵寛永頃丹緑本）
32. 玉虫草子（仮題）（赤木文庫蔵絵巻）

### 第9巻（たま-てん）
1. 玉藻前物語（赤木文庫蔵文明二年写本）
2. 玉藻の前（国会図書館蔵奈良絵本）
3. 玉藻の草子（慶応義塾図書館蔵承応二年刊本）
4. 田村の草子（天理図書館蔵古活字版本）
5. 為盛発心因縁集（慶応義塾図書館蔵天正十一年写本）
6. 為盛発心物語（神宮文庫蔵写本）
7. 俵藤太草子（金戒光明寺蔵古絵巻）
8. 俵藤太物語（慶応義塾図書館蔵寛永頃刊本）
9. 短冊の縁（天理図書館蔵写本）
10. 竹生島の本地（赤木文庫蔵古活字版丹緑本）
11. 稚児今参り（西尾市立図書館岩瀬文庫蔵奈良絵本）
12. 中将姫（仮題）（絵巻）
13. 中将姫本地（慶安四年刊本）
14. 中書王物語（国会図書館蔵写本）
15. 鳥獣戯哥合物語（東京大学総合図書館蔵写本）
16. 調度歌合（彰考館蔵写本）
17. 長宝寺よみかへりの草紙（大阪市長宝寺蔵写本）
18. 月日の御本地（寛永正保頃刊丹緑本）
19. つきみつのさうし（東大国文学研究室蔵古活字版丹緑本）
20. 付喪神記（国会図書館蔵絵巻）
21. 土ぐも（慶応義塾図書館蔵絵巻）
22. 土蜘蛛草紙（仮題）（東京国立博物館蔵古絵巻）
23. つばめの草子（仮題）（絵巻）
24. つぼの碑（天理図書館蔵絵巻）
25. 鶴亀の草子（大東急記念文庫蔵奈良絵本）
26. 鶴亀松竹（奈良絵本）
27. 鶴の翁（慶応義塾図書館蔵写本）
28. 鶴の草子（慶応義塾図書館蔵寛文二年刊本）
29. てこくま物語 上巻（松蔭女子学院大学蔵絵巻）
30. 下巻（東京国立博物館蔵絵巻）
31. 天狗の内裏（仮題）（慶応義塾図書館蔵室町後期写本）
32. 天狗の内裏（赤木文庫蔵寛永十一年写本）
33. 天狗の内裏（写本）
34. てんぐのだいり（慶応義塾図書館蔵寛永正保頃丹緑本）

### 第10巻（てん-はも）
1. 天照大神本地（慶応義塾図書館蔵写本）
2. 天神絵巻（天理図書館蔵室町末期絵巻）
3. 天神縁起（大阪天満宮蔵絵巻）
4. 天神本地（赤木文庫旧蔵慶安元年刊本）
5. 天満天神縁起（筑波大学蔵康暦二年写本）
6. 道成寺縁起（道成寺蔵古絵巻）
7. 道成寺物語（慶応義塾図書館蔵万治三年刊本）
8. 常盤の姥（慶応義塾図書館蔵古奈良絵本）
9. 常盤物語（歓喜寺蔵寛永八年写本）
10. 鳥部山物語（内閣文庫蔵写本）
11. 長良の草子（赤木文庫蔵奈良絵本）
12. 七くさ草子（山田正子氏蔵絵巻）
13. 七草ひめ（多和文庫蔵奈良絵本）
14. ねこ物語（彰考館蔵写本）
15. 鼠草子（フォグ美術館寄託古絵巻）
16. 鼠の草子（天理図書館蔵古絵巻）
17. 鼠の草紙（東京国立博物館蔵絵巻）
18. 箱根権現縁起絵巻（箱根神社蔵古絵巻）
19. 箱根本地由来（慶応義塾図書館蔵写本）
20. 橋姫物語（東京国立博物館蔵絵巻）
21. 橋弁慶（天理図書館蔵写本）
22. 鉢かづき（赤木文庫蔵写本）
23. 鉢かづきの草子（赤木文庫蔵寛永頃刊本）
24. 八幡大菩薩御縁起（天理図書館蔵享禄四年奥書絵巻）
25. 八幡の御本地（東大国文学研究室蔵承応二年刊本）
26. 初瀬物語（慶応義塾図書館蔵写本）
27. 花子ものぐるひ（赤木文庫蔵寛文延宝頃刊本）
28. 花つくし（東大国文学研究室蔵正保三年刊本）
29. 花の縁物語（内閣文庫蔵寛文六年刊本）
30. 花みつ（武田祐吉氏旧蔵奈良絵本）
31. 花みつ月みつ（静嘉堂文庫蔵写本）
32. 花世の姫（赤木文庫蔵明暦頃刊本）
33. はにふの物語（刈谷市立図書館蔵写本）
34. はまぐり（高安六郎氏旧蔵奈良絵本）
35. はまぐりはたおりひめ（名古屋市立図書館旧蔵明暦2年刊本）
36. はもち（清水泰氏旧蔵奈良絵本）
37. はもち中納言（京大国文学研究室蔵奈良絵本）

### 第11巻（ひお-ふん）
1. 火おけのさうし（寛永頃刊丹緑本）
2. 彦火々出見尊絵（明通寺蔵絵巻）
3. びしやもん（慶応義塾図書館蔵奈良絵本）
4. びしやもん（慶応義塾図書館蔵写本）
5. 毘沙門天王之本地（承応三年刊本）
6. 美人くらべ（万治二年刊本）
7. 日高川（天理図書館蔵奈良絵本）
8. 一もときく（慶応義塾図書館蔵写本）
9. 一本菊（万治三年刊本）
10. 姫百合（仮題）（慶応義塾図書館蔵写本）
11. ひめゆり（寛文延宝頃松会刊本）
12. 百万ものがたり（万治三年刊本）
13. 兵部卿物語（仮題）（慶応義塾図書館蔵写本）
14. 福富草紙（春浦院蔵古絵巻）
15. 福富物語（仮題）（赤木文庫蔵絵巻）
16. ふくろふ（松本隆信蔵奈良絵本）
17. ふくろうのそうし（東大国文学研究室蔵明暦四年写本）
18. 武家繁昌（赤木文庫蔵絵巻）
19. 富士山の本地（延宝八年刊本）
20. 富士の人穴の草子（赤木文庫蔵慶長八年写本）
21. 富士の人穴草子（寛永四年刊丹緑本）
22. 藤ぶくろ（麻生太賀吉氏旧蔵絵巻）
23. 藤袋草紙（仮題）（若林正治氏蔵絵巻）
24. 伏屋の物がたり（仮題）（慶応義塾図書館蔵写本）
25. 二荒山縁起（内閣文庫蔵写本）
26. 仏鬼軍（元禄十年刊本）
27. 舟のゐとく（天理図書館蔵絵巻）
28. 不老不死（大阪市立美術館蔵絵巻）
29. 文正草子（慶応義塾図書館蔵奈良絵本）
30. 文正の草子（寛永頃刊丹緑本）

### 第12巻（ふん-みし）
1. 文正草子（慶応義塾図書館蔵大形奈良絵本）
2. ぶんしやう（赤木文庫旧蔵横形奈良絵本）
3. 文正草子（慶応義塾図書館蔵写本）
4. 平家花ぞろへ（慶応義塾図書館蔵写本）
5. 平家花揃（赤木文庫蔵貞享三年刊本）
6. 弁慶物語（慶応義塾図書館蔵古活字本）
7. 弁慶物語（国会図書館蔵元和七年写本）
8. 弁の草紙（内閣文庫蔵写本）
9. 判官みやこはなし（赤木文庫蔵寛文十年刊本）
10. 宝月童子（天理図書館蔵奈良絵本）
11. 法蔵比丘（天理図書館蔵奈良絵本）
12. 宝満長者（国会図書館蔵寛文五年刊本）
13. ほうまん長者（天理図書館蔵奈良絵本）
14. 法妙童子（松本隆信蔵寛文八年刊本）
15. 蓬莱物語（赤木文庫蔵絵巻）
16. 蓬莱山由来（天理図書館蔵寛文四年刊本）
17. 布袋物語（赤木文庫蔵絵巻）
18. 堀江物語（慶応義塾図書館蔵写本）
19. 堀江物語（内閣文庫蔵寛文七年刊本）
20. ぼろぼろのさうし（赤木文庫蔵寛永正保頃刊本）
21. 梵天国（フォッグ美術館寄託絵巻）
22. ぼん天こく（天理図書館蔵写本）
23. 松ケ枝姫物語（天理図書館蔵絵巻）
24. 松風むらさめ（赤木文庫蔵万治二年刊本）
25. 松姫物語（東洋大学図書館蔵大永六年絵巻）
26. 松帆物語（赤木文庫蔵正保慶安頃刊本）
27. 松虫鈴虫讃嘆文（赤木文庫蔵室町末期写本）
28. 窓の教（内閣文庫蔵絵入写本）
29. まんじゆのまへ（東北大学付属図書館蔵寛文十三年刊本）
30. みしま（天理図書館蔵奈良絵本）
31. みしま（赤木文庫蔵室町末期写本）

### 第13巻（みな-わか）
1. みなつる（赤木文庫蔵奈良絵本）
2. 源蔵人物語（仮題)（松本隆信蔵室町末期写本）
3. 源蔵人物語（東京大学国文学研究室蔵写本）
4. 虫妹背物語（天理図書館蔵享保二年絵巻）
5. 無明法性合戦状（猪熊信男氏蔵大永七年写本）
6. むらくも（仮題)（東京大学国文学研究室蔵奈良絵本）
7. むらまつの物かたり（国会図書館蔵写本）
8. 村松物語（東京大学国文学研究室蔵奈良絵本）
9. 目連の草紙（天理図書館蔵享禄四年写本）
10. 物くさ太郎（慶応義塾図書館蔵寛永頃刊本）
11. 紅葉合（京都大学付属図書館蔵写本）
12. もろかど物語（国会図書館蔵写本）
13. もろかど物語（彰考館蔵寛永六年写本）
14. 文殊姫（慶応義塾図書館蔵奈良絵本）
15. 弥兵衛鼠（仮題)（慶応義塾図書館蔵絵巻）
16. 雪女物語（東京大学図書館蔵寛文五年刊本）
17. ゆや物がたり（赤木文庫蔵寛文頃松会刊本）
18. 横座房物語（内閣文庫蔵写本）
19. 横笛草紙（仮題)（清涼寺蔵室町後期絵巻）
20. 横笛物語（慶応義塾図書館蔵室町末期写本）
21. 横笛滝口の草紙（赤木文庫蔵古活字丹緑本）
22. よしのぶ（広島大学国文学研究室蔵奈良絵本）
23. 頼朝（神奈川県立図書館文化資料館蔵奈良絵本）
24. 羅生門（井田等氏蔵絵巻）
25. るし長者（吉田幸一氏蔵奈良絵本）
26. 六代（慶応義塾図書館蔵奈良絵本）
27. 六波羅地蔵物語（仮題)（慶応義塾図書館蔵絵巻）
28. わかくさ（天理図書館蔵奈良絵本）
29. わかくさ物語（彰考館旧蔵寛文七年鱗形屋刊本）
30. わかくさ（慶応義塾図書館蔵写本）
31. 若みどり（赤木文庫蔵絵巻）

### 補遺 第1巻（あい-しく）
1. 相生の松（赤木文庫蔵絵巻）
2. 藍染川絵巻（仮題）（慶応義塾図書館蔵絵巻）
3. 秋の夜の長物語（正徳六年刊本）
4. あじろの草子（仮題）（円福寺蔵写本）
5. あまやどり（清水泰氏旧蔵奈良絵本）
6. 阿弥陀の本地（慶応義塾図書館蔵奈良絵本）
7. 雨わかみこ（慶応義塾図書館蔵奈良絵本）
8. あわびの大将物語（赤木文庫蔵絵巻）
9. いそざき（仮題）（慶応義塾図書館蔵奈良絵本）
10. いつくしまの御本地（明暦二年刊本）
11. 厳嶋御縁記（松本隆信蔵写本）
12. いとさくらの物語（本誓寺蔵写本）
13. 伊吹山酒顛童子（仮題）（逸翁美術館蔵絵巻）
14. いはや物語（永青文庫蔵絵巻）
15. 岩屋物語（国会図書館蔵写本）
16. 浦嶋物語（橋本直紀氏蔵写本）
17. 大江山酒顛童子（仮題）（赤木文庫旧蔵絵巻）
18. 大橋の中将（仮題）（小野幸氏蔵奈良絵本）
19. おちくぼ（麻生家蔵奈良絵本）
20. をときり（慶応義塾図書館蔵奈良絵本）
21. 御曹子島わたり（仮題）（秋田県立秋田図書館蔵絵巻）
22. かざしのひめ（小野幸氏蔵奈良絵本）
23. 観音の本地（仮題）（赤木文庫蔵絵巻）
24. きぶね（秋田県立秋田図書館蔵奈良絵本）
25. 上野君消息（尊経閣文庫蔵暦応三年写本）
26. くはうせんしゆ（橋本直紀氏蔵絵巻）
27. 小式部（小野幸氏蔵奈良絵本）
28. 琴腹（尊経閣文庫蔵宝永四年写本）
29. さごろも（加賀豊三郎氏旧蔵奈良絵本）
30. 狭衣中将物語（内閣文庫蔵写本）
31. さ丶れいし（小野幸氏蔵奈良絵本）
32. しぐれの物語（享保六年刊本）

### 補遺 第2巻（しそ-りあ）
1. 地蔵堂草紙（桜井慶二郎氏蔵絵巻）
2. 十二段草子（赤木文庫蔵寛文頃江戸版）
3. 新蔵人物語（大阪市立美術館蔵白描絵巻）
4. 善光寺如来の本地（小野幸氏蔵古活字本）
5. たいのや姫物語（仮題）（西尾市立図書館岩瀬文庫蔵奈良絵本）
6. 大仏くやう（小野幸氏蔵奈良絵本）
7. 玉藻前物語（根津美術館蔵絵巻）
8. 田村の草子（仮題）（小野幸氏蔵室町後期写本）
9. 為世の草子（フォッグ美術館寄託絵巻）
10. 稚児今参物語絵巻（室町後期絵巻）
11. 稚児観音縁起（伝土佐吉光画絵巻複製）
12. 月かげ（小野幸氏蔵奈良絵本）
13. 月みつ花みつ（高山市郷土館蔵写本）
14. 鶴のさうし（小野幸氏蔵奈良絵本）
15. 天狗の内裡（橋本直紀氏蔵元奈良絵本）
16. 天神御本地（赤木文庫蔵巻子本）
17. 天神の本地（慶応義塾図書館蔵元奈良絵本）
18. 天神本地（仮題）（室町末期絵巻）
19. 日光山宇都宮因位御縁起（赤木文庫蔵写本）
20. 白身房（国会図書館蔵写本）
21. 蛤の草紙（仮題）（慶応義塾図書館蔵古活字版覆刻本）
22. はもち中将（東北大学図書館蔵 寛文頃鱗形屋刊本）
23. 一本菊（仮題）（慶大斯道文庫蔵奈良絵本）
24. 富士の人穴（仮題）（慶応義塾図書館蔵写本）
25. 文正草子（仮題）（大阪天満宮蔵写本）
26. ぶんしやうさうし（小野幸氏蔵写本）
27. 梵天国（慶応義塾図書館蔵古活字本）
28. むら松の物かたり（三浦晋一氏蔵写本）
29. 頼朝の最期（尊経閣文庫蔵写本）
30. 李娃物語（内閣文庫蔵写本）